# Giuseppe Perrotta
Giuseppe Perrotta, né le 19 mars 1843 à Catane − mort le 16 février 1910 dans la même ville, est un compositeur italien.

## Biographie
Giuseppe Perrotta est diplômé de droit à l’âge de 18 ans. Il décide de ne pas suivre les traces de son père, avocat, et il se consacre à la musique. 
En 1876 il sort son Album vocale da camera comprenant six compositions, sur des poèmes de Luigi Capuana :  Dall'Intimo,  Non ho più amor,  Ora è di amor,  Allor che taci,  Un bacio,  Baciami ancor, publié à Milan par Canti. Un second album intitulé Accanto all'Etna sort peu après. Les deux albums sont bien accueillis par la critique.
Très affecté par la mort de sa femme en 1889, il vit reclus au domaine de Chibali près de Catane, où le 16 février 1910 il se suicide par revolver.

## Postérité
Après sa mort un hommage lui est rendu au Teatro Massimo Vincenzo Bellini à Catane. Son nom est donné au concours national de musique de Catane.

## Œuvres
Giuseppe Perrotta a composé quatre opéras, des œuvres pour le chant et des œuvres de musique de chambre.

## Source
- (it) Cet article est partiellement ou en totalité issu de l’article de Wikipédia en italien intitulé « Giuseppe Perrotta » (voir la liste des auteurs).